# OpenXLive
OpenXLive是Windows Phone 7上的游戏竞技和社交网络SNS平台，允许开发者以最小的工作量为自己的游戏增加游戏竞技服务和社交网络SNS功能。OpenXLive是由Fulcrum Mobile Networks, Inc.开发运营的。同类的应用还有iPhone上的OpenFeint和Plus+等。

## 概述
Windows Phone 7为开发者提供了Xbox Live的支持，但是开发者必须自己开发相应的UI来支持Xbox Live。OpenXLive为开发者提供了完整的游戏竞技功能和相应UI的支持，使开发者可以方便地将OpenXLive嵌入到自己的游戏中，而无需为开发UI而烦恼。
OpenXLive提供了真实的社交网络功能，允许玩家在手机客户端和Web上查看好友信息和游戏成绩的情况。OpenXLive为每一个玩家提供了个人主页，来展示自己在游戏中取得的丰功伟绩。未来，OpenXLive会和其他社交网络平台更加紧密地结合在一起。
OpenXLive还为游戏开发者提供了游戏的官网服务。个人开发者和小团队很难有资源维护自己的网站，提供官网主页可以帮助开发者更好地推广自己的游戏，并且及时收集玩家反馈。游戏官网还提供了对于下载人数和在线人数的计数器功能。

## 功能
- Leaderboard 积分榜
- Achievements 游戏成就
- Social Network 社交网络
- My Center 个人中心
- Cloud Storage云存储
- Game Announcement游戏公告

## 应用
- XNA Tetris WP7 俄罗斯方块
- Puzzle Sango 华容道

## 外部連結
- OpenXLive官网 （页面存档备份，存于）
- OpenXLive中文网
- OpenXLive开发者网站（页面存档备份，存于）
- OpenXLive 开发指南